# Hipólito Rovira

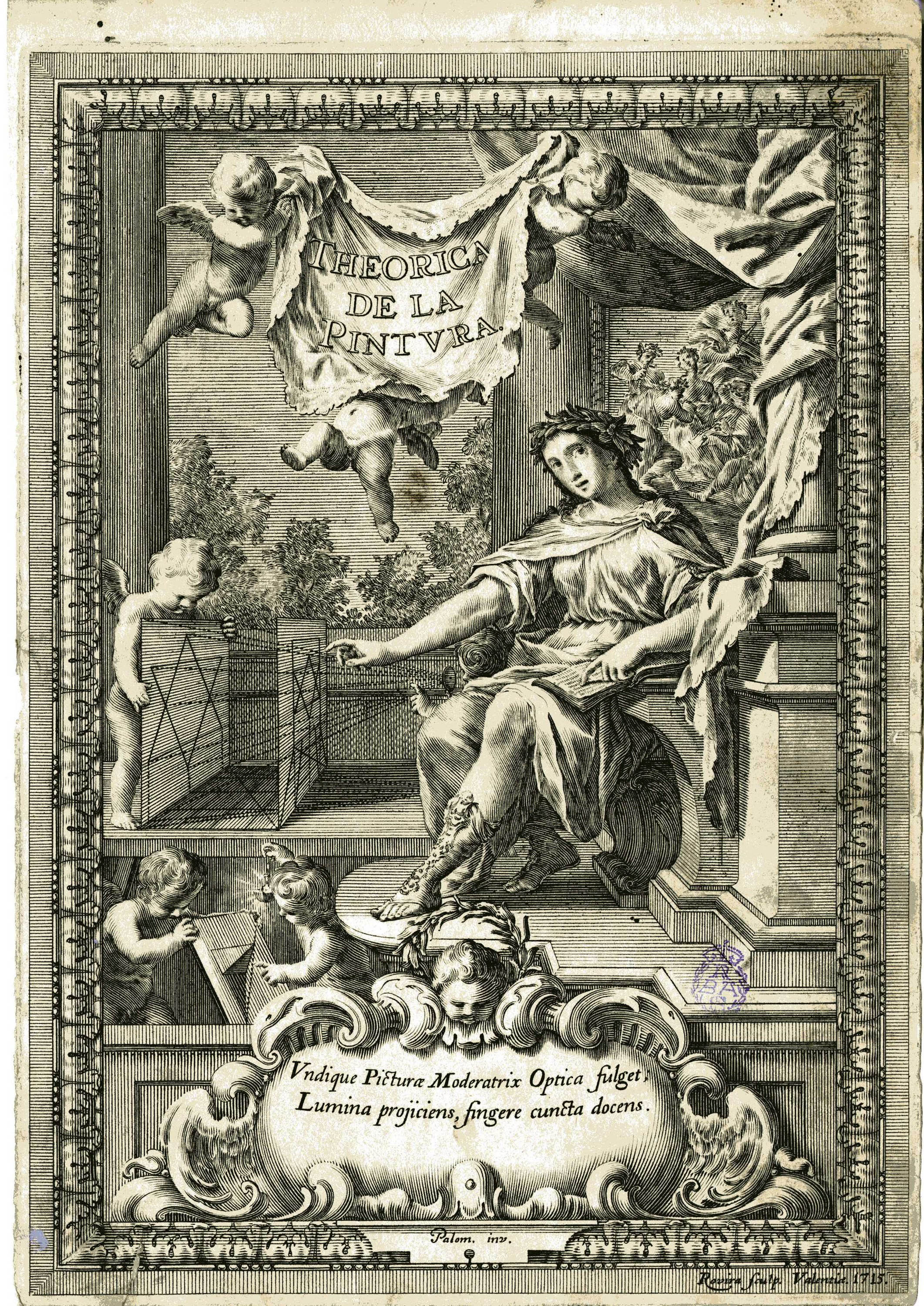
Alegoría de la pintura, talla dulce de Hipólito Rovira por invención de Antonio Palomino. Frontispicio de El museo pictórico y escala óptica por Antonio Palomino de Castro y Velasco. En Madrid : por Lucas Antonio de Bedmar, 1715

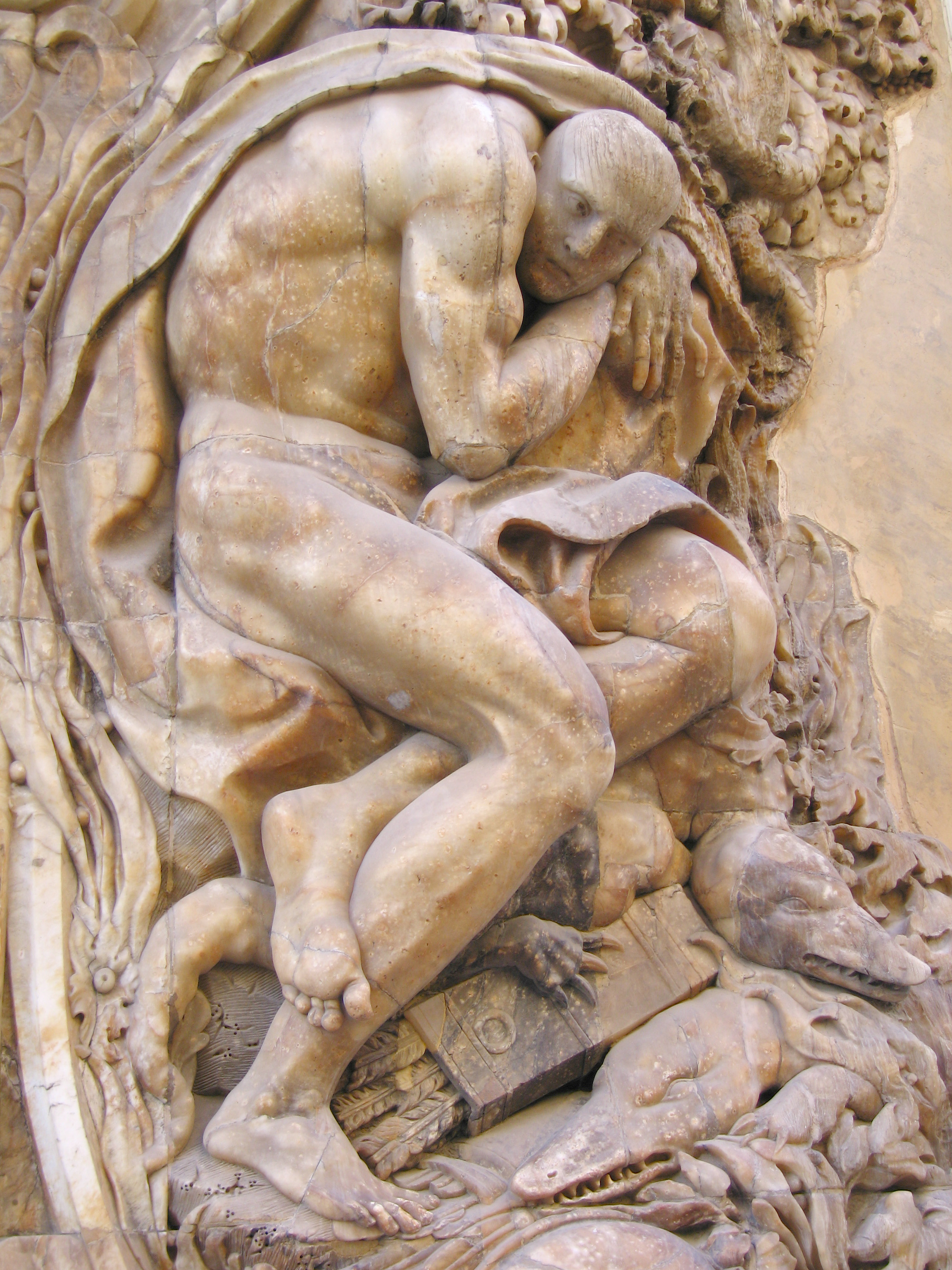
Detalle de la portada del Palacio del Marqués de Dos Aguas, diseñado por Hipólito Rovira.

Hipólito Rovira (Valencia, 1693-7 de mayo de 1765) fue un pintor y grabador español. 

## Biografía
Era hijo del escultor Vicente Rovira y de su segunda esposa María Meri, y fue bautizado en la parroquia de San Esteban el 15 de agosto de 1693.
Rovira tuvo una temprana afición al dibujo y al grabado, animada y supervisada por Evaristo Muñoz Estarlich y por el grabador Juan Bautista Ravanals. Esta precocidad artística se refleja en el grabado para el frontispicio de Las tres púrpuras de Alzira. Bernardo, María y Gracia, obra del canónigo de la catedral de Valencia Jaume Cervera impresa en 1707 en los talleres de Jaume Bordázar. Con veintiún años recibió el encargo de realizar el grabado de portada del primer volumen, publicado en 1715, del Museo pictórico y escala óptica de Antonio Palomino y por dibujo de este. Ceán Bermúdez cuenta que el joven Rovira descubrió un error en una pierna en el dibujo que le había proporcionado el maestro cordobés y que se lo devolvió corregido con una nota cargada de modestia y urbanidad pidiéndole disculpas por la corrección y su aprobación, que obtuvo, aunque para ilustrar los volúmenes siguientes Palomino prefirió a su sobrino Juan Bernabé Palomino para no volver a ser corregido. En 1716 grabó por dibujo de Apolinario Larraga el retrato del venerable dominico fray Domingo Anadón para la vida escrita por el padre Serafín Tomás Miguel. Posteriormente grabaría la cabecera de las Patentes de sanidad de Valencia, encargo del ayuntamiento de la ciudad, y también se encargaría de dos estampas con motivo de la canonización de Juan Francisco Régis. Hipólito Rovira también realizó retratos: del Marqués de Dos Aguas (su protector), del arzobispo Company (según un dibujo de J. Camarón), del duque de Alcudia y de Hugo de Moncada, general de las galeras valencianas (según un dibujo de J. Carmona).
Como muchos de los artistas de la época, viaja a Italia para formarse hacia 1720. Allí entra en contacto con Corrado Giaquinto y Sebastiano Conca. En Roma gozó de la protección del padre Vicente Ripoll, general de la orden dominica, dedicándose a copiar los frescos de Annibale Carracci del Palacio Farnese (según testimonian Orellana y Ceán).
Después de que su salud física y mental se resintiera, volvió a Valencia, donde pintó la cúpula de la capilla de san Luis Bertrán del convento de Santo Domingo. En 1736 recibe un pago por la limpieza de las mesas del altar mayor de la catedral de Valencia, para la que también pintó dos cuadros: La conversación de San Pablo y Santiago Matamoros. Para el monasterio de Zaidia pintó un Nacimiento del Niño Dios y una Virgen del Rosario. En la casa de Ignacio Vergara había otras pinturas suyas, como un Sacrificio de Isaac, según indica Orellana.
Su protector, Ginés Rabassa de Perellós, nombrado marqués por el rey Carlos II, tenía alojado a Hipólito en el palacio de los antiguos barones de Dos Aguas, y a él se debe el encargo para la nueva portada del palacio, ideada por Rovira y ejecutada por Ignacio Vergara y Luis Domingo a partir de 1740. Del mismo modo, también se encargó de diseñar una carroza para el marqués (la Carroza de las Ninfas, conservada en el palacio) que igualmente esculpió Vergara.
El empeoramiento de la salud mental de Hipólito Rovira provocó su traslado a la Misericordia y después al Hospital General de Valencia, donde moriría el 7 de mayo de 1765.
Aparte de sus facetas como pintor y grabador, Rovira destacó por sus dotes para el dibujo. Se conservan ejemplares que muestran sus aptitudes en el Museo de Bellas Artes de Valencia, diversas academias de desnudos, temas religiosos como La Inmaculada, San Antonio Abad o La muerte de la Virgen, además de una figura de un pastor (firmado el 11 de marzo de 1757) y dos dibujos curiosos que representan esqueletos, que guardarían relación con otro dibujo parecido (La Muerte) que guarda el Museo del Prado en su Gabinete de Dibujos, Estampas y Fotografías.